# مقاطعة بلاكفورد (إنديانا)
مقاطعة بلاكفورد (بالإنجليزية: Blackford County, Indiana)‏ هي إحدى مقاطعات ولاية إنديانا في الولايات المتحدة. ، بلغ عدد سكانها 12766 نسمة في عام 2010 حسب إحصاء مكتب تعداد الولايات المتحدة وتصل الكثافة السكانية فيها 29.86 نسمة/كم2.

## وصلات خارجية
- www.blackfordcounty.com
- United States Counties